# Egernia napoleonis
Espèce
Synonymes
- Tiliqua napoleonis Gray, 1838

Egernia napoleonis est une espèce de sauriens de la famille des Scincidae.

## Répartition
Cette espèce est endémique d'Australie-Occidentale en Australie.

## Description
C'est un saurien vivipare.

## Publication originale
- Gray, 1839 "1838" : Catalogue of the slender-tongued saurians, with descriptions of many new genera and species. Annals and Magazine of Natural History, sér. 1, vol. 2, p. 287-293 (texte intégral).